# Радослав Завротняк
Радослав Александер Завротняк  (пол. Radosław Aleksander Zawrotniak, 2 вересня 1981) — польський фехтувальник, олімпійський медаліст.

## Виступи на Олімпіадах
| Олімпіада  | Дисципліна      | Місце |
| ---------- | --------------- | ----- |
| Пекін 2008 | шпага, особисті | 6     |
| Пекін 2008 | шпага, командні | 2     |